# فيروس خلية الملكة السوداء
فيروس خلية الملكة السوداء ( BQCV) هو فيروس يصيب نحل العسل، وتحديدًا نحل العسل الغربي والقزم والعملاق. تُعد إصابة النوعين الأخيرين اكتشافًا حديثًا، ويمكن تفسيرها بالتشابه الجيني والقرب الجغرافي بين الأنواع. يتسبب الفيروس في مرض يؤدي إلى وفاة عذارى ملكات النحل، حيث يتحول لون يرقات ملكات النحل المصابة تدريجيًا من الأصفر إلى البني ثم إلى الأسود الداكن. ينتشر المرض بشكل أكثر شيوعًا في الربيع وأوائل الصيف. يُعتقد أن العدوى بفيروس خلية الملكة السوداء قد تنتقل عن طريق نوزيما آبيس (Nosema apis)، وهو كائن دقيق مجهري يغزو أمعاء نحل العسل البالغ ويسهم في انتشار الفيروس.

## الوصف
وُصف فيروس خلية الملكة السوداء لأول مرة في عام 1977، لكن تسلسل جينومه لم يُستكمل حتى عام 2000. يُعتبر هذا الفيروس شائعًا حاليًا في مناطق مثل أستراليا وأجزاء من جنوب إفريقيا. يؤثر الفيروس بشكل رئيس على عذارى ملكات النحل، حيث تمر اليرقات المصابة بتغير لون تدريجي من الأصفر إلى الأسود قبل أن تموت. المثير للاهتمام أن ملكات النحل البالغة، التي تضع هذه اليرقات، غالبًا ما تبدو سليمة وخالية من أي أعراض مرئية للفيروس. بينما تظهر الأعراض الواضحة في اليرقات فقط، يمكن أن يصيب الفيروس النحل البالغ أيضًا، لكن دون أن يسبب أي أعراض ظاهرة. ينتقل الفيروس بشكل أساسي عبر الطفيلي نوزيما آبيس (Nosema apis) الذي يعيش في أمعاء النحل. كما يمكن أن ينتقل من النحل المُرضِع إلى اليرقات أثناء التغذية، أو من خلية إلى أخرى عند تنقل النحل، وأيضًا عند توزيع ملكات النحل المصابة على خلايا جديدة. لا تتوفر لقاحات أو علاجات للنحل المصاب بفيروس خلية الملكة السوداء. لذا، تُعد ممارسات التعقيم هي الوسيلة الأكثر فعالية لمنع انتشاره. تشمل ممارسات التعقيم استبدال قرص الخلية وتجديد الملكة، وذلك باستبدال الملكة المصابة بملكة صحية لضمان صحة الخلية.